# Želino
Želino (mazedonisch Желиноⓘ [ʒɛlinɔ]; albanisch definit Zhelina, indefinit Zhelinë) ist ein Ort im Nordwesten Nordmazedoniens. Er hat über 4100 Einwohner und ist Amtssitz der Opština Želino.

## Geographie
Želino liegt im Nordwesten des Landes gegenüber der Großstadt Tetovo im nördlichen Teil der Polog-Ebene. Die Ortschaft erstreckt sich am Fuße des Suva Gora auf einer Höhe von 411 Meter über Adria. Nordwestlich fließt der Vardar von Südwesten nach Nordosten.

## Bevölkerung
Die 2002 durchgeführte Volkszählung ermittelte für Želino eine Einwohnerzahl von 4110, davon 4100 (99,76 %) Albaner.
Zur 201,04 Quadratkilometer großen Opština Želino gehören neben dem Hauptort noch 17 weitere Dörfer. Insgesamt hat sie 24.390 Einwohner, davon sind 24.195 (99,20 %) Albaner und 71 ethnische Mazedonier.
| Volkszählung | 1900 | 1948    | 1953  | 1961 | 1971 | 1981 | 1991  | 1994 | 2002 |
| ------------ | ---- | ------- | ----- | ---- | ---- | ---- | ----- | ---- | ---- |
| Einwohner    | 490  | 1351    | 1525  | 1766 | 2351 | 3111 | 105 1 | 3679 | 4110 |
| Albaner      | 490  | k. A. 2 | k. A. | 1749 | 2325 | 3104 | -     | 3673 | 4100 |

## Sehenswürdigkeiten

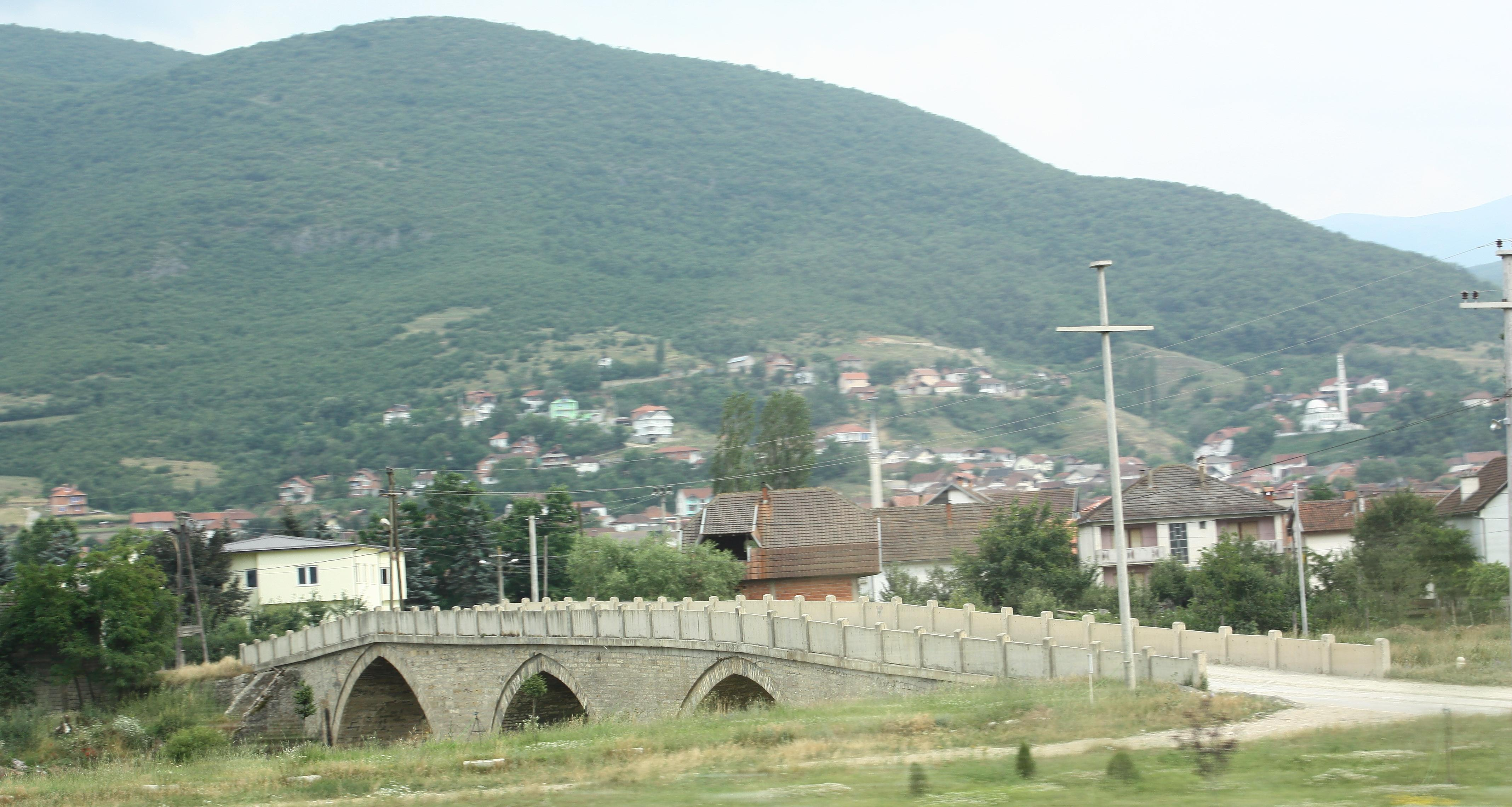
Steinbogenbrücke und oberes Dorf am Suva Gora im Hintergrund

Am nordwestlichen Rand des Dorfes überspannt eine Steinbogenbrücke aus osmanischer Zeit den Vardar. Früher verlief darauf die Handelsstraße Tetovo–Skopje. Daneben ist die osmanische Moschee aus dem 17. Jahrhundert sehenswürdig.

## Politik
Bürgermeister der Opština ist Fatmir Izairi von der Demokratischen Union für Integration (BDI).

## Verkehr
Želino befindet sich an der wichtigen Verkehrsachse Skopje–Ohrid, welche West- mit Zentralmazedonien verbindet. Aus diesem Grund ist der Ort verkehrstechnisch sehr gut erschlossen. Der Anschluss an die Autobahn A2 liegt im Norden. Der Flughafen Skopje ist in rund 40 Minuten erreichbar.

## Bildung
Bis 1990 hieß die örtliche Grundschule „Josip Broz Tito“. Danach wurde sie in „Luigj Gurakuqi“ umbenannt. Im Jahr 2000 wurde das Gebäude renoviert.